# Z3 Max Schultz
Z3 «Макс Шульц» (нім. Z3 Max Schultz) — військовий корабель, ескадрений міноносець типу 1934 Кріґсмаріне за часів Другої світової війни.
Есмінець Z3 «Макс Шульц» був закладений 2 січня 1935 року на верфі Deutsche Werke у Кілі, 30 листопада 1935 року спущений на воду, а 8 квітня 1937 року введений до складу військово-морських сил Третього Рейху.
22 лютого 1940 року німецькі есмінці типу 1934 Z-1 «Леберехт Маасс» та Z-3 «Макс Шульц» у ході операції «Вікінгер» помилково атаковані і пошкоджені німецьким бомбардувальником He-111 зі складу 4./KG 26. При ухиленні від атаки з повітря кораблі підірвалися на мінах і затонули на північний захід від острова Боркум. Z3 «Макс Шульц» утратив 308 людей, весь екіпаж; жодна людина не вціліла

## Історія служби
У квітні 1938 року Z3 «Макс Шульц» здійснив візит до норвезького порту Ульвік разом з однотипними есмінцями Z-2 «Георг Тіле» та Z4 «Ріхард Бітцен». 26 жовтня корабель увійшов до 1-ї флотилії есмінців (нім. 1. Zerstörer-Flottille), а в грудні Z3 «Макс Шульц» разом з Z-1 «Леберехт Маасс», Z-2 «Георг Тіле» і Z4 «Ріхард Бітцен» відплили до району біля узбережжя Ісландії, щоб оцінити їхню плавучість після модернізації в умовах північноатлантичної зими. З 23 по 24 березня 1939 року корабель був одним із есмінців, які супроводжували Адольфа Гітлера на борту «кишенькового» лінкора «Дойчланд» в ході окупації Мемеля. У квітні та травні 1939 року есмінець брав участь у навчаннях флоту в західному Середземномор'ї та кілька разів відвідував порти Іспанії та Марокко.
За кілька днів до початку Другої світової війни, рано вранці 27 серпня 1939 року Z3 «Макс Шульц» випадково зіткнувся з міноносцем «Тигр» поблизу Борнгольма. На борту міноносця загинули двоє людей та шестеро дістали поранень, а на борту Z3 «Макс Шульц» ніхто не постраждав. Ніс есмінця був серйозно пошкоджений, і його довелося буксирувати Z-2 «Георг Тіле». Z3 «Макс Шульц» знаходився на ремонті до кінця вересня і участі в Польській кампанії не брав.
9-10 лютого 1940 року Z3 «Макс Шультц», Z4 «Ріхард Бітцен» і Z16 «Фрідріх Еккольдт» встановили 110 магнітних мін у районі біля міста Гарідж, де затонуло шість суден (28 496 GRT) та ще одне дістало пошкоджень.
22 лютого есмінці Z3 «Макс Шультц», Z4 «Ріхард Бітцен», Z-1 «Леберехт Маасс», Z6 «Теодор Рідель», Z13 «Еріх Келлнер» і Z16 «Фрідріх Еккольдт» вирушили до Доггер-банки для перехоплення британських риболовецьких суден в операції «Вікінгер». По дорозі флотилія була помилково атакована бомбардувальником Heinkel He 111 з 26-ї бомбардувальної ескадри. Z-1 «Леберехт Маасс» був уражений принаймні однією бомбою, втратив рульове управління і переламався навпіл, потонувши, втративши 280 людей екіпажу. Під час рятувальних зусиль Z3 «Макс Шультц» натрапив на міну і затонув з втратою всього свого екіпажу у 308 людей. Гітлер наказав провести розслідування причин катастрофи, комісія дійшла висновку, що обидва кораблі були затоплені бомбами He 111. Командування Крігсмаріне не попередило свої есмінці про те, що Люфтваффе в той час проводить протикорабельне патрулювання, а також не проінформувало керівництво Люфтваффе про те, що їхні есмінці перебуватимуть у морі в цьому районі. Післявоєнні дослідження довели, що один або обидва німецькі есмінці підірвалися на британських мінах, встановлених есмінцями «Айвенго» та «Інтрепід».